# Васильевское золоторудное месторождение (Казахстан)
Васильевское золоторудное месторождение расположено в восточном Казахстане в 150 км к юго-западу от города Усть-Каменогорск, одно из месторождений Западно-Калбинского золоторудного пояса. Разрабатывается с 1946 года. Известно с XIX века под названием «Актумсык». Месторождение относится к типу жильно-ячеистой золото-пирит-арсенопиритовой минерализации. Основные рудные тела северо-западного простирания. Длина лентовидных рудных тел 30—100 м, глубина более 700 м. Осиовные минералы: пирит, арсенопирит, сфалерит, галенит, халькопирит, золото, кварц, графит, карбонаты. Золото сконцентрировано в основном в пирите и арсенопирите, немного в кварце. Размер золотых частиц — микроскопический и мелкодисперсный (0,001 до 0,1 мм, иногда 0,5 мм). Самые богатые рудные залежи выработаны.